# Жанузак (Костанайская область)
Жанузак (каз. Жанұзақ, до 199? г. — Красный Октябрь) — упразднённое село в Карасуском районе Костанайской области Казахстана. Входило в состав Братского сельского округа. Ликвидировано в 2005 году.

## Население
В 1999 году население села составляло 42 человека (22 мужчины и 20 женщин).